# تحصیل آواران
تحصیل آواران (به انگلیسی: Awaran Tehsil) یک تحصیل در پاکستان است که در ایالت بلوچستان واقع شده‌است.